# 新疆维吾尔自治区教育厅
新疆维吾尔自治区教育厅（維吾爾語：شىنجاڭ ئۇيغۇر ئاپتونوم رايونلۇق مائارىپ نازارىتى‎）是中华人民共和国新疆维吾尔自治区人民政府的组成部门。主管自治区教育工作。

## 历史
据中共媒体报道，2000年至2008年沙塔尔·沙吾提在担任厅长期间，“怀着煽动民族仇恨、煽动祖国分裂的罪恶目的，借国家教材改革之机，精心策划组织了一个封闭运行的教材编审体系，公然在教材中植入‘双泛主义’和‘民族分裂’思想，他们组织编写的‘问题教材’在全疆使用长达12年之久，致使一大批维吾尔族青年深受毒害。”

## 主要职能
1. 全面贯彻执行党和国家有关教育工作的方针、政策和法规，拟定自治区的教育法规、实施办法和管理条例，并监督执行。
2. 制定自治区教育事业的发展战略、规划和计划，确立教育事业的发展重点、规模、速度和步骤，并指导协调、贯彻实施；指导、协调全区各级各类学校的德育教育工作。
3. 综合管理自治区的基础教育、高等教育、职业技术教育、成人教育、社会力量办学等。
4. 指导协调各地、各部门的有关教育工作；承担自治区人民政府教育督导工作，制定自治区教育督导计划和评估方案，并进行指导、监督、检查、评估；参与自治区科技体制改革方案的研究，指导教育体制和办学体制的改革。
5. 参与自治区对教育经费预决算的管理，会同有关部门筹措教育经费，制定教育基建投资的方针、政策、法规。归口管理国家和国外对我区的教育援助和教育贷款；会同有关部门制定教育系统劳动工资和人事管理工作的有关政策和规章制度。[2]

## 机构设置

### 内设机构
- 办公室
- 政策法规处
- 发展规划处
- 组织干部（人事）处
- 党建处
- 思想政治工作处
- 维护稳定工作处
- 财务处
- 基础教育处
- 职业教育与成人教育处
- 高等教育处
- 教师工作处
- 学生处
- 体育卫生艺术教育处
- 外事处
- 审计处
- 机关党委
- 纪检组、监察室
- 老干处（关工委）
- 督导室
- 学位办公室
- 学生资助管理中心（外资办）

### 直属事业单位
- 财务核算中心
- 内地新疆学生工作办公室
- 招生办公室
- 大中专院校招考信息服务中心
- 高等教育自学考试办公室
- 普通高中学业水平考试办公室
- 新疆教育出版社
- 教育条件装备和勤工俭学办公室
- 新疆实验中学
- 乌鲁木齐八一中学
- “双语”教学工作领导小组办公室
- 教育基金会办公室
- 电化教育馆（新疆教育电视台）
- 教育管理信息中心
- 新疆教育科学研究院
- 机关服务中心[3]

## 历任领导

### 党组书记
- 云光
- 赵德忠（2015年—）
- 任华（2018年8月—2020年6月）
- 李国良（2023年3月—）

### 厅长
- 阿不都拉·扎克洛夫
- 云光
- 沙塔尔·沙吾提（2000年—2008年）
- 吐尔逊·伊不拉音（—2016年7月）
- 帕尔哈提·艾孜木（2016年7月—2021年11月）
- 艾尼玩·伊布拉音（2021年11月—2023年3月）
- 祖力亚提·司马义（2023年3月—2024年10月）

### 副厅长
- 阿力木江·买买提明（2004年—2008年）
- 毛力提·满苏尔
- 张建仁
- 梁超
- 同继敏
- 海萨尔·夏班拜
- 张建仁
- 张国辉
- 胡军海
- 木合甫力·艾山